# William Artaud

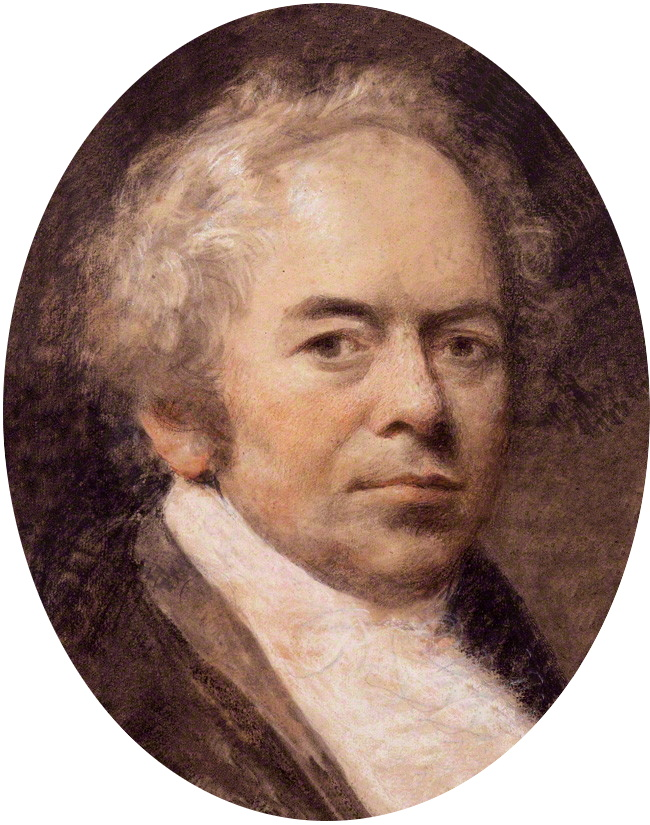
Autorretrato, circa 1822. Ahora en la Galería de Retrato Nacional.

William Artaud (1763–1823) fue un pintor inglés de retratos y temas bíblicos.

## Vida
Hijo de un joyero de Londres, le fue otorgado un premio en la Sociedad de Artes en 1776, y su primera exhibición  en la Academia Real fue en 1780. Fue estudiante  en las Escuelas de la Academia Real, ganando medalla de plata en 1783, la medalla de oro, (por un tema para el Paraíso Perdido) en 1786, y la escolaridad de estudiante viajero nueve años más tarde.
Pintaba tanto retratos como temas bíblicos. Su modelos incluyeron a Francesco Bartolozzi, Samuel Parr (ahora en la colección del Servicio del Museo de Warwickshire) Joseph Priestley, William Herschel y otras figuras estelares del momento. Algunos de sus temas bíblicos fueron grabados para la Biblia de Macklin. El historiador de arte Georg Kasper Nagler (1801–1866) nombra una lista de grabados de las pinturas de Artaud en su Nuevo Diccionario General de Artistas.
Su última exhibición en la Academia Real fue en 1822. Se desconoce la fecha de su muerte.
Samuel Redgrave dijo de él que «sus retratos estaban ingeniosamente dibujados, y pintados con gran energía. Tienen individualidad de carácter, pero les gusta la expresión».

## Lectura complementaria
- Albert Charles Sewter. La vida, el trabajo y la pluma de William Artaud de1763–1823 (Universidad de Mánchester, 1951)